# 미야모토무사시역
미야모토무사시역(일본어: 宮本武蔵駅)은 일본 오카야마현 미마사카시에 위치한 지즈 급행 지즈 선의 철도역이다. 단선 승강장 1면 1선의 구조를 갖춘 지상역이다.

## 역 주변
- 국도 제373호선
- 국도 제429호선
- 돗토리 자동차도 오하라 나들목
- 오카야마 현도 5호 사쿠토오하라 선
- 오카야마 현도 · 효고 현도 240호 시모쇼사요 선

## 역사
- 1994년 12월 3일 : 지즈 급행 지즈 선 개업과 동시에 설치.
- 2009년
  - 8월 10일 : 태풍 9호에 의해 지즈 급행 내의 토사가 유입해, 당 역을 포함 일부 구간이 운행 정지.
  - 8월 29일 : 지즈 선 보통 열차의 전면 운행 재개에 의해, 열차 발착 재개.

## 인접 역
| 지즈 급행 ■ 지즈 선  | 지즈 급행 ■ 지즈 선 | 지즈 급행 ■ 지즈 선 |
| -------------------- | ------------------- | ------------------- |
| 이시이 가미고리 방면 | ■ 지즈 선           | 오하라 지즈 방면    |